# Stojczo Stoiłow
Stojczo Stoiłow, bułg. Стойчо Стоилов (ur. 15 października 1971 w Błagojewgradzie) – bułgarski piłkarz grający na pozycji pomocnika.

## Kariera klubowa
Stoiłow urodził się w Błagojewgradzie i wychował się w klubie Pirin Błagojewgrad. W 1989 roku zadebiutował w trzeciej lidze, a rok później był już piłkarzem pierwszoligowego CSKA Sofia. W 1992 roku wywalczył swoje pierwsze mistrzostwo kraju w karierze, ale w 1993 roku wrócił do Pirinu. W 1994 roku znów grał w CSKA, w którym spędził jeden sezon. W 1995 roku został piłkarzem Dobrudży Dobricz, a w 1996 trafił do Liteksu Łowecz. Tam był czołowym strzelcem i dwukrotnie przyczynił się do zdobycia przez Liteks tyłu mistrzowskiego w latach 1998 i 1999.
Latem 1999 roku Stoiłow przeszedł do niemieckiego 1. FC Nürnberg. W 2. Bundeslidze zadebiutował 15 sierpnia w wygranym 3:0 domowym meczu z SV Waldhof Mannheim. W 2001 roku awansował wraz z Nürnberg do pierwszej ligi, jednak po awansie drużyny z Norymbergi był tylko rezerwowym, w efekcie czego w 2002 roku wrócił do Bułgarii i przez rok ponownie grał w Liteksie Łowecz. W 2003 roku zakończył piłkarską karierę.

## Kariera reprezentacyjna
W reprezentacji Bułgarii Stoiłow zadebiutował 25 marca 1998 roku w przegranym 0:1 towarzyskim spotkaniu z Macedonią. W 1998 roku został powołany przez selekcjonera Christo Bonewa do kadry na Mistrzostwa Świata we Francji. Tam był rezerwowym i nie rozegrał żadnego spotkania. Do 2001 roku wystąpił w 10 meczach drużyny narodowej i zdobył jednego gola.